# 샌프란시스코 대학교
샌프란시스코 대학교(University of San Francisco, USF)는 미국 캘리포니아주 샌프란시스코에 위치한 사립 예수회 대학교이다. 이 대학교의 주 캠퍼스는 55에이커(22헥타르) 면적으로, 골든게이트 교와 골든게이트 공원 사이에 위치해 있다. 주 캠퍼스의 별칭은 더 힐톱(The Hilltop)이며 2개의 섹션으로 구분되어 있다.
1855년에 설립되었으며 문리과학대학, 경영대학, 교육대학, 간호대학, 법과대학 등 5개의 단과대학으로 구성되어 있다.

## 같이 보기
- 캘리포니아주의 대학 목록